# امامزاده اسماعیل (شهریار)

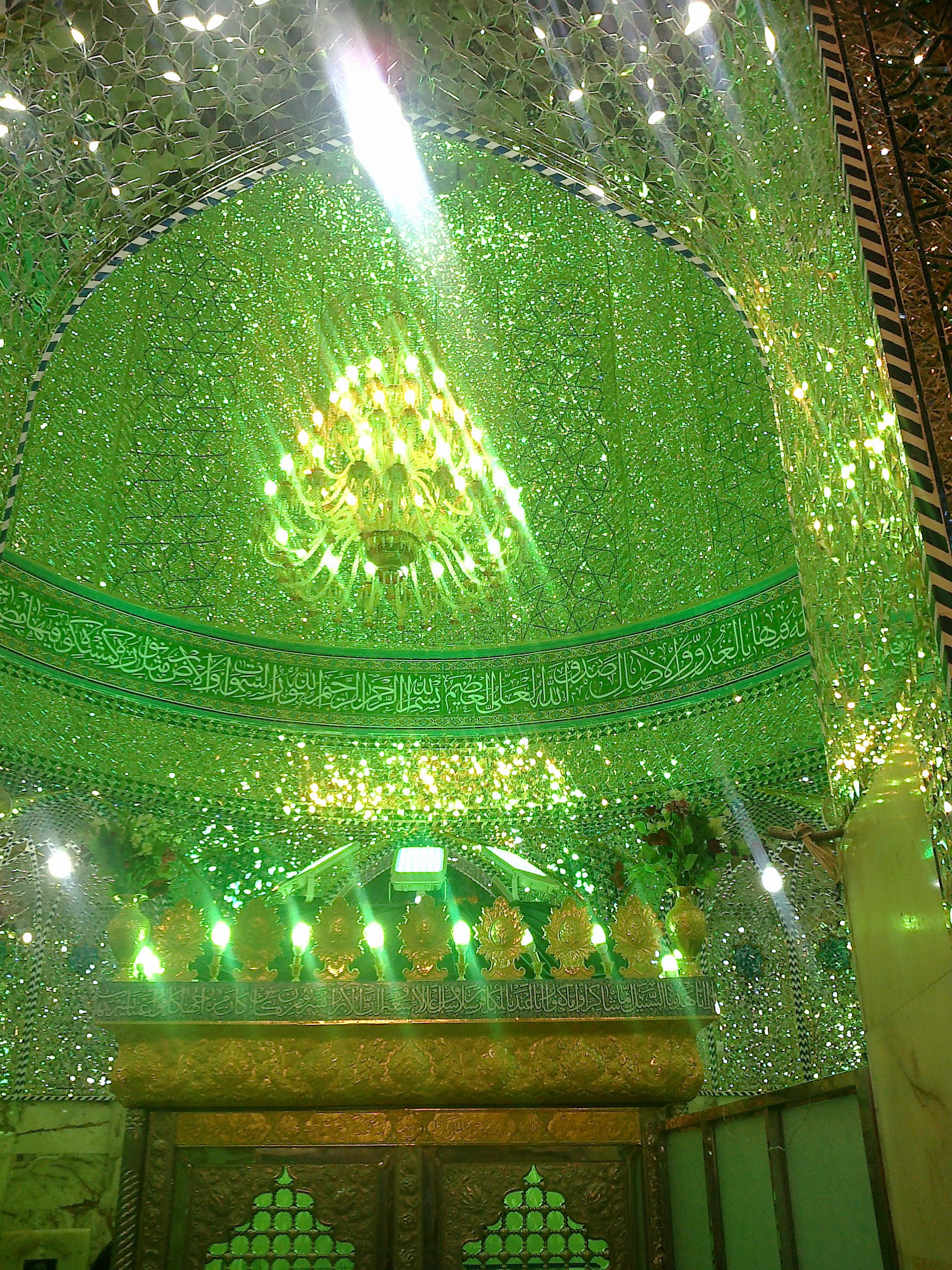
آینه‌کاری داخل گنبد

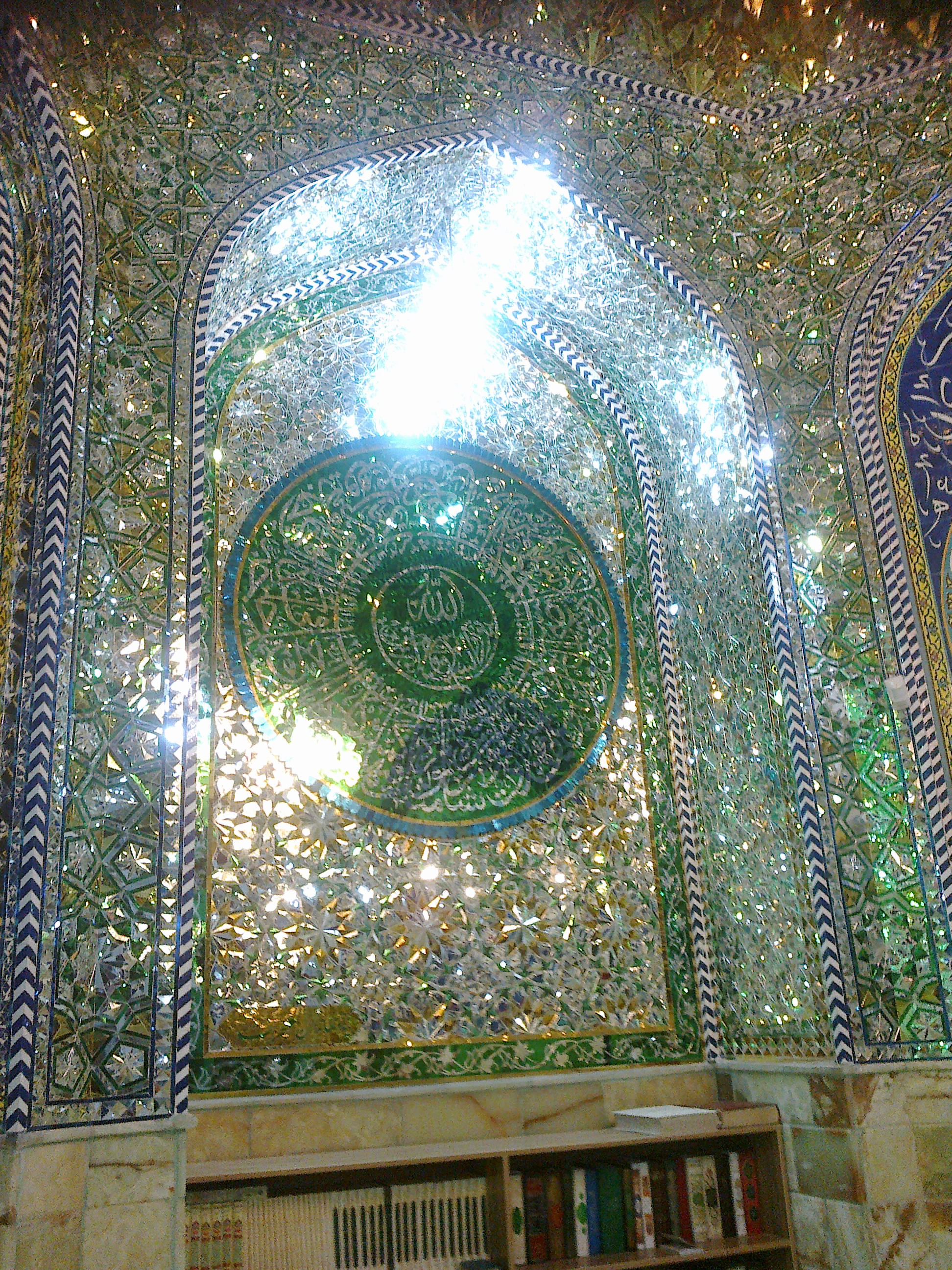
آینه‌کاری بخش دیگری از ساختمان

امامزاده اسماعیل یکی از اماکن مذهبی سرشناس شهر شهریار تهران با هنر آینه‌کاری و نورپردازی درونی و بیرون از ساختمان از جاذبه‌های گردشگری مذهبی شهرستان شهریار است. این مکان در پارک-بلوار انقلاب در نزدیکی میدان جهاد مقابل پارک-میدان شهدای گمنام واقع شده‌است. سازمان اوقاف و امور خیره مطابق شواهد این مکان را آرامگاه فرزند موسی کاظم معرفی کرده‌است. این مکان دارای فضای سبز داخلی، محوطه‌ای دارای سقف و تزئینات برای آرامگاه شهدای جنگ ایران و عراق و مدرسه علمیه نیز می‌باشد.